# Elimination Chamber (2015)
Elimination Chamber (2015) — шестое по счёту шоу Elimination Chamber, PPV-шоу производства американского рестлинг-промоушна WWE. Шоу прошло 31 мая 2015 года в «American Bank Center» в городе Корпус-Кристи, Техас, США.

## Производство

### Предыстория
Elimination Chamber — это шоу, впервые проведенное американским промоушеном WWE в 2010 году. С тех пор оно проводится каждый год, за исключением 2016 года, обычно в феврале. Концепция мероприятия заключается в том, что внутри структуры Elimination Chamber (рус. Ликвидационная камера) проводятся один или два матча, в которых на кону стоят либо чемпионские титулы, либо будущие шансы на чемпионство.
В 2011 году и с 2013 года в Германии это шоу называлось как No Escape, поскольку было высказано опасение, что название «Ликвидационная камера» может напомнить людям о газовых камерах, использовавшихся во время Холокоста.

## Сюжетные линии
На RAW от 18 мая на открытый вызов Джона Сины откликнулся чемпион NXT Кевин Оуэнс, после долгого промо Оуэнс атаковал Сину. Позже тем же вечером Triple H сообщил Джону Сине что у них будет матч без титулов на кону на Elimination Chamber. На RAW от 25 мая Джон Сина победил Зака Райдера, но после матча оказался вновь атакованным Оуэнсом.
17 мая на официальном сайте WWE появилась информация, что Интерконтинентальный титул теперь вакантный. 18 мая на официальном сайте WWE появилась информация, что Король Баррет, Дольф Зигглер, Райбек, Шеймус, R-Truth и Русев сразятся в Клетке Уничтожения за вакантный Интерконтинентальный титул. За два дня до Elimination Chamber Русев получил травму и был заменён на Марка Хенри.
18 мая на официальном сайте WWE появилась информация, что титулы Командных чемпионов также будут защищаться в Клетке Уничтожения: Новый День против The Lucha Dragons (Калисто и Син Кара) против Тайсона Кидда и Сезаро против The Prime Time Players (Даррен Янг и Тайтус О’Нил) против The Ascension (Коннор и Виктор) против Los Matadores (Диего и Фернандо).
На RAW от 18 мая Дин Эмброус атаковал The Authority во время празднования чемпионства Сета Роллинса, тем самым им был назначен матч. На SmackDown! от 21 мая Эмброус победил Брея Уайатта, после матча его хотели атаковать Сет и Кейн, но на помощь Дину вышел Роман Рейнс. На RAW от 25 мая Эмброус и Рейнс победил Кейна и Роллинса. После чего Triple H приказал арестовать Дина, чтобы тот не успел подписать контракт. Но Эмброус выехав на полицейской машине и в полицейской форме успел и атаковал The Authority.
На Payback Тамина и Наоми победили Близняшек Белл. На RAW от 18 мая Никки победила Наоми по дисквалификации. После матча Наоми и Тамина начали избивать Беллу, но ей на помощь выбежала Пэйдж, атаковавшая как Наоми так и Никки. На SmackDown! от 21 мая после промо Пэйдж. она была атакована Наоми и Таминой, но тут выбежала Никки которая атаковала Наоми, но после всего и Пйэдж. Позже тем же вечером было объявлено что на Elimination Chamber Чемпионка Див WWE Никки Белла будет защищать титул от Наоми и Пэйдж.
На RAW от 18 мая Бо Даллас прервал интервью Неввила с Рене Янг. Тем же вечером Баррет победил Неввила, а Бо Даллас атаковал Неввила после матча. На RAW от 25 мая Неввил победил Стардаста, но после матча вновь был атакован Бо Далласом. После чего было объявлено что Бо Далла будет бится с Неввилом на Elimination Chamber.
На RAW от 25 мая было объявлено что на Kick-off пройдёт «Miz TV» с специальным гостем Дэниелом Брайаном.

## Матчи
| №                                | Матч | Тип матча                                                                      | Время |
| -------------------------------- | --- | ------------------------------------------------------------------------------ | ----- |
| Kick-off                         | Стардаст победил Зака Райдера | Одиночный матч                                                                 | 6:12  |
| 1                                | The New Day (Биг И и Кофи Кингстон и Ксавье Вудс)(с) победили Сезаро и Тайсона Кидда (с Натальей), Вознесения (Коннора и Виктора), The Lucha Dragons (Калисто и Син Кара), Лос Матадорес (Диего и Фернандо) (с Эль Торито), Прайм Тайм Игроков (Даррен Янг и Тайтус O’Нил) | Elimination Chamber матч за титулы Командных чемпионов WWE                     | 23:49 |
| 2                                | Никки Белла (с) победила Наоми и Пэйдж | Triple threat матч за титул чемпионки Див                                      | 6:04  |
| 3                                | Кевин Оуэнс победил Джона Сину | Одиночный матч                                                                 | 19:57 |
| 4                                | Невилл победил Бо Далласа | Одиночный матч                                                                 | 8:54  |
| 5                                | Райбек победил Дольфа Зигглера, Шеймуса, Короля Барретта, Марка Хенри и R-Truth | Elimination Chamber матч за вакантный титул Интерконтинентального чемпиона WWE | 25:12 |
| 6                                | Дин Эмброус победил Сета Роллинса (c) (с Джейми Ноблом, Джоуи Меркури и Кейном) по дисквалификации | Одиночный матч за титул чемпиона мира в тяжёлом весе WWE                       | 21:49 |
| (c) — чемпион на момент поединка | |                                                                                |       |

### Клетка уничтожения за титул Командных чемпионов WWE
| № вылета | Команда                | № выхода | Уничтожил              | Как уничтожен       | Время |
| 1        | Los Matadores          | 4        | The Ascension          | Fall of Man         | 10:22 |
| -------- | ---------------------- | -------- | ---------------------- | ------------------- | ----- |
| 2        | The Lucha Dragons      | 2        | The Ascension          | Fall of Man         | 11:20 |
| 3        | The Ascension          | 1        | The Prime Time Players | Gut Check           | 13:30 |
| 4        | Тайсон Кидд и Сезаро   | 3        | The Prime Time Players | Сворачивание        | 18:28 |
| 5        | The Prime Time Players | 5        | Новый день             | Trouble in Paradise | 23:40 |
| 6        | Новый день             | 6        | …                      | …                   | …     |

### Клетка уничтожения за титул Интерконтинентального чемпиона WWE
| № вылета   | Рестлер        | № выхода | Уничтожил | Как уничтожен                                               | Время |
| ---------- | -------------- | -------- | --------- | ----------------------------------------------------------- | ----- |
| 1          | Король Барретт | 1        | R-Truth   | superkick от Зигглера, Snake Eyes от Райбека и Lie Detector | 11:05 |
| 2          | R-Truth        | 3        | Райбек    | Shell Shocked                                               | 14:00 |
| 3          | Марк Генри     | 4        | Шеймус    | Brogue Kick                                                 | 17:20 |
| 4          | Дольф Зигглер  | 2        | Шеймус    | Brogue Kick                                                 | 20:25 |
| 5          | Шеймус         | 6        | Райбек    | Shell Shocked                                               | 25:12 |
| Победитель | Райбек         | 5        | …         | …                                                           | …     |